# Morioka
|  | Per a altres significats, vegeu «Ryota Morioka». |

Morioka (盛岡市, Morioka-shi) és una ciutat del Japó, capital de la prefectura d'Iwate, a la regió de Tohoku. És un nus ferroviari i de carreteres. Té indústria alimentària, de mobles i fira de cavalls. Entre els seus monuments destaca el Castell Morioka.

## Ciutats agermanades
- Victoria (Colúmbia Britànica), Canadà